# São João da Paraúna
São João da Paraúna là một đô thị thuộc bang Goiás, Brasil. Đô thị này có diện tích 305,357 km², dân số năm 2007 là 2132 người, mật độ 7 người/km².